# Bactrocera daula
Bactrocera daula
 es una especie de díptero que Drew describió por primera vez en 1989. Bactrocera daula pertenece al género Bactrocera de la familia Tephritidae. 